# Chiesa di San Lorenzo Martire (Castiglione dei Pepoli)
La chiesa di San Lorenzo Martire è la parrocchiale di Castiglione dei Pepoli, in città metropolitana ed arcidiocesi di Bologna; fa parte del vicariato di Setta-Savena-Sambro.

## Storia

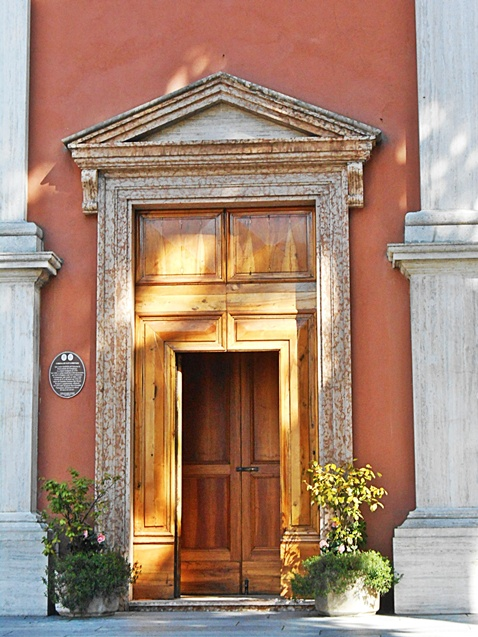
Il portale

La primitiva chiesa di Castiglione dei Pepoli sorse in età paleocristiana. Questo edificio, distrutto da un incendio nel 1090, venne riedificato in stile romanico.

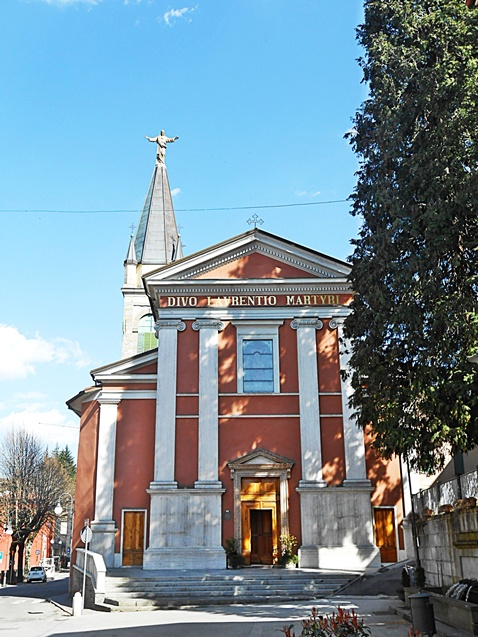
La chiesa, con dietro il campanile

 Tra 1576 e il 1577 la Compagnia della Misericordia costruì in paese una nuova chiesa, in cui fu trasferita la parrocchialità verso il 1615.
La struttura venne ampliata nel 1617 grazie al contributo del Comune e dei fedeli; in quell'occasione fu eretto il campanile.

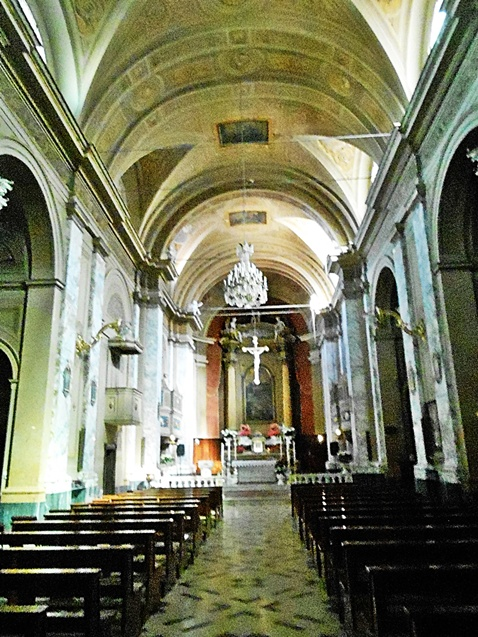
L'interno

All'inizio del XVIII secolo il coro subì un intervento di ingrandimento e nel 1755 la chiesa fu abbellita dagli artisti bolognesi Pietro Ognibene ed Emilio Manfredi.
Nel 1872 l'arcivescovo di Bologna Carlo Luigi Morichini, compiendo la sua visita pastorale, esortò la comunità ad ingrandire la chiesa. Nel 1874 l'arciprete don Giuseppe Fignagnani, essendo riuscito a raccogliere una somma di denaro tale da poter eseguire gli ordini dell'arcivescovo, diede inizio ai lavori di ricostruzione; il rifacimento terminò entro il 1897 e trasformò l'edificio a tre navate.
Nel 1935 il campanile fu sopraelevato e dotato di una statua sulla cuspide.
Nel 1945 lo scoppio d'una bomba distrusse parte del presbiterio, che venne ripristinato nel 1946.

## Descrizione

### Esterno
La facciata, eretta all'inizio del Novecento, è a salienti e presenta nella parte centrale quattro lesene dotate di capitello ionico che sorreggono il timpano e la scritta DIVO LAURENTIO MARTYRI, mentre nelle parti laterali una sola lesena ionica per ciascuna.

### Interno
Opere di pregio conservate all'interno della chiesa sono il fonte battesimale la raffigurazione settecentesca della Beata Vergine Mara assieme a san Lorenzo Martire e quella seicentesca dei Misteri del Rosario e la Madonna con bambino e santi.